# Portrait de Gabriel III de la Cueva y Girón
Portrait de Gabriel III de la Cueva y Girón est un tableau peint par Giovanni Battista Moroni en 1560. Il mesure 115 cm de haut sur 91 cm de large. Il est conservé à la Gemäldegalerie à Berlin. Il représente Gabriel III de la Cueva y Girón, duc d’Alburquerque.